# Wedekind
Wedekind ist ein deutscher Familienname und männlicher Vorname.

## Varianten
- Wittekind
- Wittekindt
- Widekind
- Widukind

## Namensträger
Bekannt ist der Familienname durch die deutsche Familie Wedekind zur Horst, die im 19. Jahrhundert zu Bedeutung gelangt ist.

### Vorname
- Wedekind I. von Hoya (auch Wittekind; † 1261), Bischof von Minden

### Familienname
- Angelika Wedekind (* 1949/1950), deutsche Schauspielerin
- Anna P. Wedekind-Pariselle (1890–1979), deutsche Modejournalistin und Ratgeberautorin
- Anton Christian Wedekind (1763–1845), deutscher Historiker
- Arnd Freiherr von Wedekind (1919–1943), deutscher Widerstandskämpfer
- August Wedekind (1890–1955), deutscher Politiker (SPD), MdL Niedersachsen
- August Wilhelm Wedekind (1807–1875), deutscher Maler und Fotograf, siehe August Wilhelm Wedeking
- Axel Wedekind (* 1975), deutscher Schauspieler
- Beate Wedekind (* 1951), deutsche Journalistin, Autorin und Fernsehproduzentin
- Christoph Friedrich Wedekind (1709–1777), deutscher Dichter
- Claudia Wedekind (1942–2015), deutsche Schauspielerin
- Claus Wedekind (* 1966), Schweizer Biologe
- Dieter Wedekind (1922–2014), deutscher Kameramann
- Donald Wedekind (1871–1908), deutsch-schweizerischer Schriftsteller
- Edgar Wedekind (Edgar Leon Wedekind, 1870–1938), deutscher Chemiker
- Eduard Wedekind (Politiker) (1805–1885), deutscher Politiker
- Eduard Ludwig Wedekind (1804–1861), deutscher Historiker und Chronist
- Emilie Wedekind-Kammerer (1840–1916), deutsche Schauspielerin und Sängerin
- Erika Wedekind (1868–1944), deutsche Opernsängerin (Sopran)
- Frank Wedekind (1864–1918), deutscher Schriftsteller und Schauspieler
- Frank Wedekind (Funktionär) (* 1928), deutscher Brauerei-Funktionär in Dortmund und Berlin
- Frank Wedekind (Violinist) (* 1966), deutscher Violinist
- Franz Ignaz Wedekind (1710–1782), deutscher Rechtswissenschaftler
- Friedrich Wilhelm Wedekind (1816–1888), deutscher Arzt und Immobilienmakler
- Georg von Wedekind (Mediziner) (1761–1831), deutscher Arzt und Revolutionär
- Georg von Wedekind (Politiker) (1825–1899), deutscher Politiker, MdR
- Georg Joseph Wedekind (1739–1789), deutscher Rechtswissenschaftler
- Georg Wilhelm von Wedekind (1796–1856), deutscher Forstmann
- Gregor Wedekind (* 1963), deutscher Kunsthistoriker
- Günther Wedekind (* 1929), deutscher Kameramann
- Hartmut Wedekind (Informatiker) (* 1935), deutscher Informatiker und Hochschullehrer
- Hartmut Wedekind (Schwimmer) (* 1964), deutscher Schwimmer
- Hermann Wedekind (1910–1998), deutscher Sänger (Tenor), Schauspieler, Regisseur und Generalintendant
- Imke Wedekind (* 1984), deutsche Volleyballspielerin
- Joachim Wedekind (1925–1963), deutscher Schauspieler, Hörspielautor und Drehbuchautor
- Johann Heinrich Wedekind (1674–1736), deutscher Maler
- Kadidja Wedekind (1911–1994), deutsche Schriftstellerin, Schauspielerin und Illustratorin
- Karl Wedekind (1809–1881), deutsch-italienischer Kaufmann und Kunstförderer
- Kurt Wedekind (vor 1928–vor 1945), deutscher Turner
- Ludwig Wedekind (1843–1908), deutscher Mathematiker
- Margarete Wedewind (bekannt als Grete Schaun oder Grete Schaun-Wedekind, 1911–2007), deutsche Schauspielerin, Ehefrau von Hermann Wedekind
- Max Wedekind, deutscher Verleger und Jurist
- Michael Wedekind (* 1941), deutscher Regisseur
- Pamela Wedekind (1906–1986), deutsche Schauspielerin und Sängerin
- Rudolf Wedekind (Theologe) (1716–1778), deutscher evangelischer Theologe und Hochschullehrer
- Rudolf Wedekind (Paläontologe) (1883–1961), deutscher Paläontologe
- Rudolf Wedekind (Politiker) (1938–2016), deutscher Politiker (CDU)
- Sophie Margarethe Dorothea Wedekind, Geburtsname von Meta Forkel-Liebeskind (1765–1853), deutsche Schriftstellerin und Übersetzerin
- Tilly Wedekind (1886–1970), deutsche Schauspielerin
- Viola Wedekind (* 1978), deutsche Schauspielerin
- Wilhelm von Wedekind (1830–1914), deutscher Politiker